# Сергей Александрович
Великий князь Серге́й Алекса́ндрович (29 апреля [11 мая] 1857, Царское Село — 4 [17] февраля 1905, Москва) — пятый сын Александра II; московский генерал-губернатор, первый председатель Императорского православного палестинского общества. Супруг великой княгини Елизаветы Феодоровны. Погиб от бомбы террориста Ивана Каляева.

## Биография

### Происхождение
Родился в Царском Селе в семье Александра II и Марии Александровны пятым сыном.

### Служба
В день своего рождения, 29 апреля 1857 года, великий князь был записан прапорщиком в 1-й (царский) батальон лейб-гвардии Преображенского полка. 5 июля 1872 года его произвели в подпоручики, а 11 января 1874 года — в поручики. Будучи поначалу равнодушен к военной службе (он мечтал стать моряком, но по настоянию матери отказался от морской карьеры), в 18—19 лет осознал чувство долга и стал проявлять интерес к военному делу. С 1876 года исполнял должность ротного командира в полку. 10 августа 1876 года произведён во флигель-адъютанты, а 30 августа ему пожалован чин штабс-капитана. 28 апреля 1877 года произведён в полковники.
Участник русско-турецкой войны 1877—1878 годов, состоял в свите при отце, одно время откомандировывался в состав Рущукского отряда. За отличие при рекогносцировке у с. Кошево в Болгарии награждён орденом Святого Георгия 4-й степени.
В 1880—1881 годах совершил путешествие по Италии. 21—31 мая 1881 года с братом великим князем Павлом Александровичем и двоюродным братом Константином Константиновичем совершил паломничество на Святую землю, где сблизился с начальником Русской духовной миссии в Палестине архимандритом Антонином (Капустиным). По инициативе отца Антонина совместно с братом Александром III организовал возведение в Иерусалиме, в Гефсимании храма в память о почившей матери императрице Марии Александровне. Вновь посетил Иерусалим в 1888 году с супругой Елизаветой Фёдоровной для участия в освящении храма.
С мая 1882 года командовал батальоном преображенцев. С февраля 1887 года — командир лейб-гвардии Преображенского полка.
С 26 февраля 1891 года — московский генерал-губернатор; одновременно с мая 1896 года — командующий войсками Московского военного округа (генерал-лейтенант).
С декабря 1894 года — член Государственного совета.
С 1892 года — почётный член находящегося под покровительством великого князя Владимира Александровича берлинского православного Свято-Князь-Владимирского братства.
В 1892 году состоялись торжественное открытие и освящение здания Московской городской думы на Воскресенской площади; в конце того же года проведены выборы гласных по новому «Городовому положению».
В его генерал-губернаторство состоялось Высочайшее повеление от 15 октября 1892 года: «евреям отставным нижним чинам, служившим по прежнему рекрутскому набору, и членам их семейств, приписанным к городам внутренних губерний, а также тем, кои по выходе в отставку, не приписались ещё ни к какому обществу» воспрещалась приписка к податным обществам и причисление к ремесленным цехам Москвы и Московской губернии; вышеозначенным лицам, а также «тем, которые приписаны к обществам в черте еврейской оседлости», воспрещалось как временное, так и постоянное жительство в Москве и Московской губернии — в соответствии с общими правилами, установленными для временного пребывания евреев вне черты еврейской оседлости (то есть в соответствии со статьёй 157-й «Устава о паспортах и беглых»); повеление предписывало все перечисленные категории евреев, «которые окажутся на жительстве в Москве и Московской губернии ко времени издания настоящих правил, удалить, с членами их семейств, из названных местностей, в сроки, определяемые в каждом отдельном случае, по взаимному соглашению Московского генерал-губернатора и Министра Внутренних Дел»; указанные ограничения не распространялись на евреев из отставных нижних чинов, уже приписанных к мещанским обществам Москвы и губернии, а также вступивших в вечные ремесленные цехи.
В 1892 году по инициативе Сергея Александровича началось создание портретной галереи бывших московских генерал-губернаторов.
Во время его руководства городом завершилось сооружение новой очереди Мытищинского водопровода (1893), были открыты Музей московского городского хозяйства (1896) и Художественно-общедоступный театр (1898), городской транспортный парк пополнили трамваи (1899). Он задумался о качестве воды Москвы-реки, издав указ о запрете слива отработанных фабричных вод (благодаря усилиям Н. А. Найдёнова, не желавшего закрытия таких крупных фабрик, как Трёхгорная мануфактура, этот указ фактически так и не был приведён в исполнение). Для создания условий жизни студентам, приезжающим учиться в Москву, поднял вопрос об организации общежитий при Московском университете: первый корпус общежития был открыт в 1899 году, второй — в 1903-м.
Мрачным эпизодом правления Сергея Александровича стала катастрофа на Ходынском поле. В катастрофической давке, по официальным данным, погибли 1389 человек и 1300 получили тяжёлые увечья. Преступная халатность организаторов вызвала общественное возмущение в России. Народная молва в произошедшем винила московского генерал-губернатора Сергея Александровича (прозванного «князем Ходынским»). Правительство произвело следствие, московский обер-полицмейстер и ряд второстепенных чиновников были смещены со своих постов. Противники Сергея Александровича использовали «Ходынку» как повод к требованиям его отставки, однако в том же 1896 году великий князь был назначен командующим войсками Московского военного округа.
Поддерживал правительственные профсоюзы (зубатовщину) и монархические организации, был оппонентом революционного движения. Большое влияние на ситуацию в Москве после 1896 года оказывал обер-полицмейстер Д. Ф. Трепов. Великий князь был решительным противником конституционных преобразований. Противодействовал попыткам министра внутренних дел князя П. Д. Святополк-Мирского ввести в России народное представительство. В декабре 1904 года совместно с С. Ю. Витте убедил Николая II вычеркнуть из высочайшего указа пункт о «выборных представителях населения». После событий 9 января 1905 года оппозиция объявила Сергея Александровича и его брата Владимира Александровича главными виновниками применения военной силы. Во дворце Сергея Александровича в Петербурге были выбиты окна. Боевая организация партии эсеров вынесла ему смертный приговор.
1 января 1905 года покинул пост Московского генерал-губернатора, но остался во главе войск округа, став главнокомандующим войсками Московского военного округа.
Был одним из инициаторов создания и с 21 мая 1882 года членом-учредителем и первым председателем Императорского православного палестинского общества, которое возглавлял вплоть до своей гибели; с 1881 года, по смерти императора Александра III, почётным председателем правления Императорского Российского исторического музея. Принимал активное участие в деятельности ИППО, в частности, пожертвовал тысячу рублей золотом на раскопки участка (позже ставшего Александровским подворьем) в ста шагах от Храма Гроба Господня и обратился к архимандриту Антонину (Капустину) с просьбой принять на себя руководство раскопками и контроль за расходом денег. В результате был обнаружен Порог Судных Врат, которыми Христос шёл на Голгофу.
Сообразно своему положению (как один из старших членов Императорской фамилии), состоял президентом, председателем, членом или благотворителем многих научных обществ и организаций: Московского архитектурного общества, Дамского попечительства о бедных в Москве, Московской духовной академии, Московского филармонического общества, Комитета по устройству при Московском университете Музея изящных искусств имени императора Александра III, Московского археологического общества, а также состоял почётным членом Академии наук, Академии художеств, Общества художников исторической живописи, Московского и Петербургского университетов, Московского археологического общества, Общества сельского хозяйства, Общества любителей естествознания, Русского музыкального общества, Археологического музея в Константинополе и Исторического музея в Москве, а также Московской Духовной Академии, Православного миссионерского общества, Отдела распространения духовно-нравственных книг.

### Убийство и погребение
4 февраля 1905 года, около 3 часов пополудни, великий князь отъехал в карете от Николаевского дворца в Кремле; при подъезде к Никольской башне был разорван «адской машиной», брошенной членом «Боевой организации партии социалистов-революционеров» Иваном Каляевым (за два дня до того, 2 февраля, тот отказался бросать бомбу в карету, увидев, что рядом с Великим князем сидят его жена и малолетние племянники); погиб сразу, смертельно ранило кучера, карету разнесло. Тело великого князя было расчленено взрывом на части; после бальзамирования и заморозки останки были положены в гроб, который был поставлен в Алексеевской церкви кремлёвского кафедрального Чудова монастыря. Из телеграмм из Москвы 8 февраля: «Кремль весь день переполнен народом. У гроба Великого Князя непрерывно служатся панихиды. Церковь святителя Алексия, в которой поставлен гроб с останками Великого Князя, далеко не может вместить всех желающих поклониться праху <…>». Раненый кучер Андрей Рудинкин был доставлен в Яузскую больницу, где вскоре умер; его имя также поминалось на Высочайшей панихиде вечером 8 февраля, которую возглавлял митрополит Московский Владимир (Богоявленский) при всеобщем рыдании богомольцев.
Отпевание по высочайше утверждённому церемониалу было совершено 10 февраля 1905 года в Алексеевской церкви Чудова монастыря в Кремле митрополитом Московским Владимиром (Богоявленским) в сослужении викариев; император и императрица не присутствовали. Последние присутствовали утром того же дня за заупокойным богослужением в храме Большого Царскосельского дворца. Газетные сообщения из Москвы в день отпевания гласили: «Несмотря на будний день, тысячные толпы стремятся в Кремль отдать последний долг и поклониться праху мученически погибшего Великого Князя. В знак траура некоторые магазины закрыты, на генерал-губернаторском доме развеваются траурные флаги с белыми плерезами. Перед воротами Кремля благоговейно настроенная толпа образовала живые шпалеры <…>». В слове утешения Елисавете Феодоровне пред богослужением митрополит Владимир назвал великого князя «мучеником».
В отличие от всех прочих великих князей, скончавшихся в царствование Николая II, не был похоронен в Петропавловском соборе Петербурга (или Новой усыпальнице при нём); его останки вскоре были преданы земле в храме-усыпальнице, устроенном по проекту архитектора Василия Загорского под Алексеевским собором Чудова монастыря (снесённого в 1930 году; в 1995 году останки великого князя были обнаружены при раскопках в Кремле и перенесены в Новоспасский монастырь).
В. Ф. Джунковский в своих воспоминаниях за 1906 год даёт подробное описание усыпальницы:

В начале июля месяца было закончено устройство храма-усыпальницы, сооруженного по мысли великой княгини Елизаветы Федоровны и на её средства как место вечного упокоения останков убиенного великого князя Сергея Александровича... Сооружен он был в нижнем покое Чудова монастыря, представлявшем две палаты под храмом святителя Алексия, который сохранился доныне в том самом виде, в каком он был при его создании в 1680-86 гг. Храм-усыпальница устроен был по предположениям художника П. В. Жуковского, сына известного поэта, строителем был академик Р. И. Клейн.
Когда приступили к работам, обе палаты имели вид сараев с земляными насыпными полами, кирпичными избитыми стенами и таковыми же сводами; в них хранились дрова, доски и т. п. предметы, и в какой-нибудь год с небольшим этот сарай превратился в роскошный художественный храм благодаря неусыпным заботам великой княгини, вложившей в это сооружение всю свою беззаветную чудную светлую душу.
Усыпальница занимала помещение, состоящее из центрального — с низко начинающимся сводом, посередине достигающим, однако, довольно значительной высоты. К этому центральному помещению примыкала слева от входа большая полукруглая ниша, заложенная золотой мозаикой, ниша, в которой помещалось мраморное белое надгробие — саркофаг.
Алтарь помещался в узкой и длинной нише, заканчивающейся абсидой. Алтарная ниша была вполне закрыта мраморным иконостасом, не достигавшим свода. Затем, направо от входа — дверь, ведшая в Николаевский дворец, и ещё правее окно, проделанное в толще стены; оно одно освещало всю церковь несильным, но достаточным светом. Вся нижняя часть стены (ниша-саркофаг) обложена была мозаичной панелью с архаическими украшениями, изображающей драпировку со складками.
Мраморный иконостас сплошь был покрыт иконами. Иконы были многофигурны и составляли для глаз нечто такое красочное, которое в сопоставлении с холодным по тону мрамором ещё сильнее привлекало глаз и удовлетворяло создавшееся религиозное настроение, сосредоточивая благочестивое внимание молящихся. Посередине иконостаса — Царские врата были из темной бронзы, низкие и имели вид крещатой решетки. Местные иконы Спасителя и Божьей Матери были оправлены в мраморные рамы. Над Царскими вратами помещены были обе части «Евхаристии», исполненные по московским письмам XVII в.
Мраморное надгробие и впадина в стене над ним производили глубокое впечатление своей изящной простотой. Очертания впадины были сделаны по мысли П. В. Жуковского, а рисунок надгробия исполнен был Р. И. Клейном.
Все иконы писаны были московскими иконописцами под наблюдением академика Кл. Петр. Степанова, который сам лично написал четыре местных иконы. Все иконы написаны были древним приемом, известным у наших иконописцев под названием письма «вапами», заключавшимся в том, что живопись производилась тем же способом, как пишут водяной краской, с прибавлением к краске незначительного количества желтка, растворенного водой, а затем, когда живопись готова, то она поливалась олифой или варёным маслом, которыми и пропитывался наложенный живописью слой краски, и наконец после некоторого времени снимался, давая ей наивысшую степень прочности, которой нельзя было бы достигнуть никаким другим способом. Красота красок икон была поразительна.
Великая княгиня Елизавета 7 февраля навестила в тюрьме убийцу своего мужа, террориста Каляева, и простила его от имени мужа. Много лет сотрудничавший с князем Владимир Джунковский писал по этому поводу: «Она, по своему характеру всепрощающая, чувствовала потребность сказать слово утешения и Каляеву, столь бесчеловечно отнявшему у неё мужа и друга». Узнав, что Каляев — человек верующий, она подарила ему Евангелие и маленькую иконку, призвав его к покаянию. Она же просила императора о помиловании убийцы.
Убийство великого князя Сергея потрясло консервативно-монархические круги общества, в среде же революционеров и оппозиционной интеллигенции новость была встречена с удовлетворением, о чём свидетельствовала циничная шутка того времени: «Наконец великому князю пришлось пораскинуть мозгами!»
Любопытны отзывы европейских газет, собранные в эсеровском периодическом издании «Революционная Россия» после убийства великого князя Сергея Александровича. «Кровь вызывает кровь, — писала французская „Gil Blase“. — Не надо было быть пророком, чтобы предсказать, что в стране, где закон — игрушка в руках немногих лиц, люди, ответственные за расстрелы, обагрявшие снег кровью женщин, детей и бедных рабочих, пришедших мирно просить „батюшку-царя”, были осуждены умереть насильственной смертью». «Это покушение — новая форма протеста русского народа против режима. Он начал с просьб, продолжал угрозами и теперь совершает кровавые репрессии», — заключала бельгийская «L’Independence Belge».
После убийства мужа, оставив светскую жизнь, Елизавета Федоровна основала Марфо-Мариинскую обитель милосердия, однако монашеский постриг не принимала. Много занималась благотворительностью, впоследствии канонизирована как преподобномученица, убитая большевиками. Подмосковные усадьбы Сергея Александровича и Елизаветы Фёдоровны — Ильинское и Усово — были переданы их воспитаннику, великому князю Дмитрию Павловичу.

## Личная жизнь и мнения о нём
Отзыв о нём его родственника великого князя Александра Михайловича в воспоминаниях, опубликованных в 1933 году, негативен:

Великий Князь Сергей Александрович сыграл роковую роль в падении Империи и был отчасти ответствен за катастрофу во время празднования коронации Николая II на Ходынском поле, в 1896 году. При всём желании отыскать хотя бы одну положительную черту в его характере, я не могу её найти. Будучи очень посредственным офицером, он, тем не менее, командовал Л. Гв. Преображенским полком — самым блестящим полком гвардейской пехоты. Совершенно невежественный в вопросах внутреннего управления, Великий Князь Сергей был тем не менее Московским генерал-губернатором, пост, который мог бы быть вверен лишь государственному деятелю очень большого опыта. Упрямый, дерзкий, неприятный, он бравировал своими недостатками, точно бросая в лицо всем вызов и давая, таким образом, врагам богатую пищу для клеветы и злословия. <...> Император Николай II не должен был допускать, чтобы Великий Князь Сергей сохранил бы свой пост генерал-губернатора после катастрофы на Ходынском поле. Как бы для того, чтобы ещё более подчеркнуть свою неприятную личность, он женился на старшей сестре Государыни Великой Княгине Елисавете Фёдоровне. Трудно было придумать больший контраст, чем между этими двумя супругами!
Начальник Русской духовной миссии, «отец Русской Палестины» Антонин (Капустин) так описывает пребывание в Иерусалиме Сергея и Павла Александровичей: «От высоких гостей майских тут все в восторге. Независимо от своего царского рода и положения, это наилучшие люди, каких только я видел на свете. Да пребудет с ними и в них вовек неотступно благодать Божия! Меня они очаровали своею чистотою, искренностью, приветливостью и глубоким благочестием в духе Православной Церкви. Пробыли здесь 10 дней… и половину ночей этого периода провели у Гроба Господня в молитве».
Владел дворцом в Санкт-Петербурге (Невский проспект, д. 41, бывший дворец Белосельских-Белозерских, приобретён в 1884 г.), имениями Ильинское и Усово в Звенигородском уезде Московской губернии, унаследованными от матери, имением Долбенкино Дмитровского уезда Орловской губ. (17 300 дес., винокуренный и кирпичный заводы, лесопильни).

### Внешность
Придворный чиновник генерал А. А. Мосолов описывает его внешность: 

Очень высокого роста, весьма породистой красоты и чрезвычайно элегантный, он производил впечатление исключительно холодного человека.
Брат его жены Эрнест Людвиг вспоминал: «Он часто бывал самоуверенным. В такие моменты он напрягался, взгляд его становился жёстким… Поэтому у людей складывалось неверное впечатление. В то время как его считали холодным гордецом, он помогал очень многим людям, но делал это в строгой тайне».

### Брак и личная жизнь
3 (15) июня 1884 года в Большой церкви Зимнего дворца венчался браком с принцессой Гессен-Дармштадтской Елизаветой Александрой Луизой Алисой, в православии получившей имя Елисаветы Феодоровны. Последняя была второй дочерью великого герцога Гессенского Людвига IV, внучкой английской королевы Виктории и старшей сестрой императрицы Александры Фёдоровны — супруги Николая II.
Шарлотта Зеепват пишет:

Элизабет Гессенская размышляла больше года, прежде чем принять предложение великого князя Сергея Александровича, с детства ей знакомого. Князь тоже вёл себя нерешительно, и всё же в сентябре 1883 Элизабет и Сергей Александрович, наконец обручились. Отец невесты сказал Александру III: «Я дал своё согласие не колеблясь. Я знаю Сергея с детского возраста; вижу его милые, приятные манеры и уверен, что он сделает мою дочь счастливой».
Детей у супругов не было, но в семье Сергея и Елизаветы воспитывались племянники Сергея, дети его брата великого князя Павла Александровича — великая княжна Мария Павловна и её брат, великий князь Дмитрий Павлович, мать которых умерла при преждевременных родах.
Сергей Александрович также принял участие в судьбе своего племянника графа Алексея Алексеевича Белёвского-Жуковского, сына его старшего брата великого князя Алексея Александровича. Граф Белёвский был вначале ординарцем, а потом адъютантом великого князя Сергея Александровича.

Офицеры его обожали. Его личная жизнь была предметом пересудов всего города, что делало очень несчастной его жену Елизавету Фёдоровну— А. А. Мосолов
Популярный историк В. Балязин отмечал: «Их семейная жизнь не задалась, хотя Елизавета Фёдоровна тщательно скрывала это, не признаваясь даже своим дармштадтским родственникам. Причиной этого, в частности, было пристрастие Сергея Александровича к особам другого пола».
Член Государственной думы первого созыва кадет В. П. Обнинский писал о нём в анонимно изданном немецким издательством труде «Последний Самодержец» (1912): «Этот сухой, неприятный человек, уже тогда влиявший на молодого племянника, носил на лице резкие знаки снедавшего его порока, который сделал семейную жизнь жены его, Елисаветы Фёдоровны, невыносимой и привел её, через ряд увлечений, естественных в её положении, к монашеству».
Зеепват (представительница западноевропейской промонархистской историографии), отрицая гомосексуальную ориентацию князя, наоборот, считает, что «недавно опубликованные приватные письма опровергают бытовавшее ранее мнение о том, что брак Элизабет был несчастливым. Такое мнение сложилось благодаря придворным сплетням и письменным воспоминаниям великого князя Александра Михайловича, который ненавидел Сергея».
Из телеграмм Сергею Александровичу от супруги, Елизаветы Федоровны (1-2 сентября 1888 года):

Тысячу раз спасибо за телеграмму... Идем обедать, мне тебя ужасно не хватает. Целую от всего сердца.

Нахожусь в очаровании тебя завтра увидеть. Очень нежно целую.
Из письма Сергею Александровичу от супруги, Елизаветы Фёдоровны (21 марта 1892 года, Дармштадт):

Мой дорогой, как не хорошо упрекать меня за то, что я не пишу ... Очень тяжело жить вдали друг от друга и, конечно, если бы ты был здесь, мы бы вдвойне наслаждались прекрасной весной ... С сердечной любовью и добрыми пожеланиями всем остаюсь твоя любящая маленькая жена.
Из письма Елизаветы Фёдоровны о Сергее Александровиче его брату, великому князю Павлу Александровичу (30 ноября 1896 года):

Это святой человек, который стоит выше всех нас — ты, конечно, это чувствуешь.
Вопрос о сексуальных предпочтениях великого князя вызывает много споров. Эти сведения не всеми считаются достоверными, а среди ряда монархически настроенных православных имеется малочисленное течение за канонизацию князя и даже пишутся его «иконы». Мария Владимировна Романова называет это «чёрным пиаром» и «клеветой».
Согласно составленному в 1992 году (после её канонизации) житию преподобномученицы Елизаветы, супруги вообще независимо друг от друга, ещё до знакомства, дали Богу обет целомудрия. Поэтому брак их был бездетным, они жили как брат с сестрой.
Воспоминания близких, дневники и личная переписка Великого князя свидетельствуют о другом. Вот строки из письма великого князя Сергея Александровича брату, великому князю Павлу Александровичу (3 июля 1893 г., Ильинское):

«Конечно, я не мог бы своих детей любить больше, чем я люблю твоих. Должно быть, не суждено нам иметь полного счастья на земле; если б я имел бы детей, то мне кажется, для меня был бы рай на нашей планете, но Господь именно этого не хочет — Его пути неисповедимы!
Ты знаешь, что для меня твоя дочь с первой минуты её существования — это олицетворение моей мечты во всем. Все, что я имею, благодаря нашему Отцу, будет ей принадлежать после моей смерти, и эта мысль для меня удивительно утешительна и радостна. Вот тебе все мое исповедание»
Мнения о гомосексуальности
Сплетни циркулировали в большом количестве. Так, содержательница столичного великосветского салона супруга генерала Е. Богдановича А. В. Богданович передавала в своём дневнике слова царскосельской подруги о том, что «Сергей Александрович живёт со своим адъютантом Мартыновым, что жене предлагал не раз выбрать себе мужа из окружающих её людей. Она видела газету иностранную, где было напечатано, что приехал в Париж le grand duc Serge avec sa maitresse m-r un tel. Вот, подумаешь, какие скандалы!»
Обнинский, упомянувший порок великого князя (см. выше), рисуя панораму разложения правящей элиты и вооружённых сил России, утверждал также: «Позорному пороку предавались и многие известные люди Петербурга, актёры, писатели, музыканты, великие князья. Имена их были у всех на устах, многие афишировали свой образ жизни. <…> Курьёзно было и то, что пороком страдали не все полки гвардии. В то время, например, когда преображенцы предавались ему, вместе со своим командиром, чуть ли не поголовно, лейб-гусары отличались естественностию в своих привязанностях». С этим командиром, своим двоюродным братом великим князем Константином Константиновичем Сергей Александрович был весьма близок и дружен в течение всей своей жизни (дневниковые записи последнего содержат упоминания о гомосексуальных контактах).
Нина Берберова в биографии современника князя композитора П. И. Чайковского, известного своей гомосексуальностью, упоминала такой эпизод: «Известен один случай с человеком, знакомым довольно многим, преподавателем латыни и греческого, любовником московского губернатора, вел. кн. Сергея Александровича (брата Александра Третьего), которого судили и которому дали три года „изгнания“ в Саратов, а затем вернули в Москву».
На большом количестве снимков князь запечатлён рядом со своим адъютантом Константином Балясным. Несмотря на существование ряда свидетельств современников о гомосексуальных связях великого князя, в том числе с собственными адъютантами, факт подобных отношений между Сергеем Александровичем и Балясным никогда ни одним из таковых не упоминался. Впрочем, по мнению А. А. Григорова, соответствующий намёк содержится в сатирическом стихотворении В. П. Мятлева «Гордость народов», высмеивающем представителей царской семьи и членов их окружения. В период адъютантства Балясный зачастую сопровождал князя в зарубежных поездках; бывал в Дармштадте, Франценсбаде.
Сексолог Игорь Кон считал (1997), что Сергей Александрович вёл открыто гомосексуальный образ жизни, приведя в качестве примера запись из дневника современника великого князя, известного гомосексуала министра иностранных дел графа Владимира Ламсдорфа, сделанную через месяц после назначения того московским генерал-губернатором (игра слов: русское слово «бугор» — созвучно испорченному франц. bougre — «содомит»).

По городу циркулируют два новых анекдота: «Москва стояла до сих пор на семи холмах, а теперь должна стоять на одном бугре» (фр. bougr'e). Это говорят, намекая на великого князя Сергея.— В. Н. Ламздорф. Дневниковая запись от 26 апреля 1891
Американский славист профессор Саймон Карлинский повторяет указание Нины Берберовой о том, что среди великих князей было по меньшей мере семеро гомосексуалов, и Сергей Александрович стоял на вершине «гомосексуальной пирамиды» общественной жизни России. Мнения ряда современников и некоторых исследователей о характере личной жизни великого князя дополняют их оценки его политической деятельности. Так, американский автор Вирджиния Коулз, говоря о том, что она считает антисемитами императора Александра III и великого князя Сергея, называла последнего «садистом и гомосексуалом».

## Чины, звания, награды

### Военные чины и звания
- Прапорщик гвардии (ст. 29.04.1857)
- Подпоручик гвардии (ст. 05.07.1872)
- Поручик гвардии (ст. 11.01.1874)
- Штабс-капитан гвардии (ст. 30.08.1876)
- Капитан гвардии (ст. 29.04.1877)
- Полковник гвардии (ст. 29.04.1878)
- Генерал-майор (ст. 26.02.1887)
- Генерал-адъютант (Выс. пр. 26.02.1891)
- Генерал-лейтенант (ст. 14.05.1896)

### Награды Российской империи
- Орден Святого Андрея Первозванного (27.05.1857)
- Орден Святого Александра Невского (27.05.1857)
- Орден Белого орла (27.05.1857)
- Орден Святой Анны 1-й степени (27.05.1857)
- Орден Святого Станислава 1-й степени (11.06.1865)
- Орден Святого Георгия 4-й степени (19.10.1877)
- Орден Святого Владимира 4-й степени (15.05.1883)
- Орден Святого Владимира 3-й степени (30.08.1890)
- Орден Святого Владимира 1-й степени (15.05.1893)
- Медаль «В память царствования императора Александра III» (17.03.1896)
- Медаль «В память коронации Императора Николая II» (13.06.1896)
- Медаль «За труды по первой всеобщей переписи населения» (19.02.1897)

### Иностранные награды
- Абиссинский орден Соломона 1-й степени
- Австрийский Королевский венгерский орден Святого Стефана, большой крест (1874)
- Австрийская медаль «В память 50-летия царствования императора Франца-Иосифа I»
- Баварский орден Святого Губерта
- Бельгийский орден Леопольда I 1-й степени
- Болгарский орден «Святой Александр» 1-й степени
- Британский орден Бани, большой крест
- Британская золотая медаль «В память 50-летия царствования королевы Виктории»
- Бухарский орден Благородной Бухары, украшенный бриллиантами
- Бухарский орден Искандер-Салис
- Вюртембергский орден Вюртембергской короны
- Гессен-Дармштадтский орден Людвига, большой крест с цепью
- Греческий орден Спасителя, большой крест
- Греческий орден Спасителя, рыцарский серебряный крест
- Датский орден Слона (03.08.1876)
- Итальянский Высший орден Святого Благовещения
- Мальтийский большой крест Чести и Преданности
- Мекленбург-Шверинский орден Вендской Короны
- Мекленбург-Шверинский крест «За военные заслуги»[нем.]
- Нидерландский орден Нидерландского льва
- Ольденбургский орден Заслуг герцога Петра-Фридриха-Людвига с цепью
- Портрет персидского шаха Насреддина, усыпанный бриллиантами
- Прусский орден Чёрного орла
- Прусский орден «Pour le Mérite»
- Прусский знак «За 25 лет службы в офицерских чинах»
- Румынский орден Звезды Румынии 1-й степени
- Румынский крест «За переход через Дунай»
- Румынская медаль «В память кампании 1877—1878 гг.»
- Саксен-Веймарский орден Белого сокола
- Саксен-Кобург-Готский орден Эрнестинского дома 1-й степени
- Серебряная медаль «В память 25-летия бракосочетания герцога Саксен-Кобург-Готского»
- Сербский орден Белого орла 1-й степени
- Сербская медаль «В память войны за освобождение»
- Сиамский орден Королевского дома Чакри
- Турецкий орден Османие 1-й степени
- Французский орден Почётного Легиона, большой крест (20.06.1891)
- Черногорский орден Князя Даниила I
- Черногорская золотая медаль «За военные заслуги»
- Шведский орден Серафимов (19.07.1875)

## Память
2 апреля 1908 года на месте гибели Сергея Александровича в Кремле был освящён и открыт памятник-крест, выполненный по проекту Виктора Васнецова; памятник был снесён 1 мая 1918 года, причём в сносе креста лично участвовал Владимир Ленин. После перенесения останков великого князя в Новоспасский монастырь в нём в 1998 году по эскизам Виктора Васнецова был воссоздан крест-памятник (автор проекта — Д. Гришин, скульптор — Н. Орлов). 1 ноября 2016 года в Кремле заложен камень в основание креста на месте убийства. Памятник-крест открыт 4 мая 2017 года с участием президента России Владимира Путина и патриарха Московского и вся Руси Кирилла.
8 июля 2017 года на территории Николо-Берлюковского мужского монастыря в селе Авдотьино Московской области был торжественно открыт бронзовый бюст великому князю Сергею Александровичу (скульптор А. А. Аполлонов).
Изучением и распространением опыта просветительских инициатив великого князя Сергея Александровича в период его управления Москвой в должности генерал-губернатора и благотворительной деятельности великой княгини Елизаветы Феодоровны занимается «Елисаветинско-Сергиевское просветительское общество», созданное в 2011 году миллиардером Олегом Дерипаской и женой первого заместителя руководителя администрации президента Алексея Громова.
1 ноября 2024 года в московском Климентовском переулке в сквере напротив станции метро «Третьяковская» был открыт памятник великому князю Сергею Александровичу и великой княгине Елизавете Фёдоровне в честь 160-летия со дня её рождения по проекту художника Георгия Франгуляна.

## В кинематографе
- Исторические хроники. 13-я серия — «1913 год — Илья Репин».
- Империя под ударом (2000 год). В роли — Борис Плотников.
- Всадник по имени Смерть. В роли — Василий Зотов.
- Статский советник. В роли — Александр Стриженов (в фильме — Симеон Александрович).

## Опубликованные источники
- Великая княгиня Елисавета Феодоровна и император Николай II: документы и материалы (1884—1909 гг.) / авт.-сост. А. Б. Ефимов, Е. Ю. Ковальская. — СПб.: Алетейя, 2009. — 848 с.
- Великий Князь Сергей Александрович Романов: биографические материалы / сост. И. В. Плотникова. Кн. 1—4. — М.: Новоспасский монастырь, 2006—2011. Кн. 1, 2006. — 400 с.; кн. 2, 2007. — 280 с.; кн. 3, 2009. — 360 с.; кн. 4, 2011. — 671 с.
- Венец жизни: отклики современников на гибель Великого Князя Сергея Александровича / сост. И. В. Плотникова. — М.: Фонд памяти Великого Князя Сергея Александровича, 2015. — 128 с.
- Воспоминания великой княгини Марии Павловны / пер. с англ. Л. Бурмистровой, И. Захарова, И. Кастальской, В. Харитонова. — М.: Захаров, 2003. — 512 с.
- «Мы переживаем страшно трудные времена»: письма великого князя Сергея Александровича Николаю II, 1904—1905 гг. / публ. Г. А. Литвиненко // Исторический архив. — 2006. — № 5. — С. 101—109.
- Письма преподобномученицы великой княгини Елизаветы Феодоровны / сост. Т. В. Коршунова, Е. Н. Понкратова, О. С. Трофимова. М.: Православное Сестричество во имя Преподобномученицы Елизаветы, 2011. — 432 с.
- Россия в Святой Земле: документы и материалы: в 2 т. / сост., подг. текста, расположение материала, вступ. ст., коммент. и общ. ред. Н. Н. Лисового. — М.: Междунар. отношения, 2000. — 744 с.; 664 с.
- Степанов М.П. Храм-усыпальница великого князя Сергея Александровича во имя преподобного Сергия Радонежского в Чудовом монастыре в Москве. — Москва, 1909. — 186 с. — ISBN НЭБ.